# Ballantiophora lanaris
Ballantiophora lanaris es una especie de polillas de la familia Geometridae. Fue descrita por primera vez por Arthur Gardiner Butler en 1881, y se puede encontrar distribuidas en Brasil. Es una polilla blanquecina cuyas alas se ven característicamente cruzadas por tres manchas amarillentas con el borde externo de las alas delineadas por una línea gris. El holotipo de la especie fue descrita a orillas del Río Tarumã Açu.